# La buona terra
La buona terra (The Good Earth) è un film del 1937 diretto da Sidney Franklin, tratto dall'omonimo romanzo di Pearl S. Buck.

## Trama
Siamo in Cina. Padre, madre e tre bambini emigrano verso il sud abbandonando le loro terre arse dalla siccità. Un colpo di fortuna consente alla famigliola di raggiungere la ricchezza e di rientrare in patria. Ma il benessere porta scompiglio tra i due coniugi. Ci vorrà una nuova calamità, l'invasione delle cavallette, per riunire la famiglia. Il film è tratto dal famoso romanzo della scrittrice Pearl Buck.

## Produzione
Il film è dedicato a Irving Thalberg (con il nome Irving Grant Thalberg). Prodotto dalla MGM, il film ebbe un budget stimato di 2.800.000 dollari e fu girato dal 28 febbraio al 23 luglio 1936. Le riprese furono effettuate in California e in Cina.

## Distribuzione
Distribuito nelle sale statunitensi il 6 agosto 1937; in Italia venne distribuito nel  1938 e ridistribuito nel giugno 1947. In occasione della messa in onda da parte della Rai il 27 febbraio 1967, il film è stato presentato con un nuovo doppiaggio.

## Riconoscimenti
- 1938 - Premio Oscar
  - Miglior attrice protagonista a Luise Rainer
  - Migliore fotografia a Karl Freund
  - Candidatura Miglior film alla MGM
  - Candidatura Migliore regia a Sidney Franklin
  - Candidatura Miglior montaggio a Basil Wrangell
- 1937 - National Board of Review Award
  - Migliori dieci film